# Суда (бухта)
Су́да (греч. Κόλπος της Σούδας) — бухта Критского моря природного происхождения, расположенная в периферийной единице Ханья на северо-западном побережье острова Крит. Длина бухты 15 км, ширина — от 2 до 4 км.
Бухта Суда расположена между полуостровом Акротири и мысом Драпанон, с обеих сторон окружена холмами. Неподалёку от входа в бухту, между Акротири и городом Каливе лежит группа небольших островов со старыми венецианскими укреплениями. Самый крупный из этих островов — Суда, дал название лежащей к югу от него бухте. Окрестности бухты — излюбленное место отдыха туристов.
Во время Второй мировой войны в бухте Суда была проведена диверсионная операция против находившихся здесь британских кораблей. Итальянская 10-я флотилия MAS атаковала корабли британцев с помощью взрывающихся катеров. Тяжёлый крейсер «Йорк» и танкер «Периклес» получили серьёзные повреждения и были выведены из строя.
С 1951 года на берегу залива Суда располагается одноимённая военно-морская база ВМС Греции, являющаяся одним из опорных пунктов военно-морских сил НАТО в Восточном Средиземноморье.

## Военно-морская база

Вид на бухту Суда

Якорная стоянка на рейде имеет глубину до 29 м и доступна для кораблей всех классов. Длина причального фронта 2 км с глубиной до 10 м. На рейде возможна одновременная стоянка до 30 кораблей. В базе обеспечивается ремонт кораблей до эскадренных миноносцев включительно. На выходе из бухты расположен полигон для подводных лодок, а на полуострове Акротири — ракетный полигон НАТО «Намфи». Рядом находится аэропорт совместного базирования «Иоаннис Даскалояннис».